# Rebeuville
Rebeuville est une commune française située dans le département des Vosges, en Lorraine, dans la région administrative Grand Est.
Ses habitants sont appelés les Rebeuvillois.

## Géographie

### Localisation
La commune est à 3,5 km de Certilleux, 3,7 de Neufchâteau, 4,1 de Rollainville et 5,7 de Circourt-sur-Mouzon.
La commune est arrosée par le Mouzon.

### Géologie et relief
La commune se compose de 17,93 hectares de territoires artificialisés (2,06 %), 410,05 hectares de territoires agricoles (47,02 %) et 444,13 hectares de forêts et milieux semi-naturels (50,93 %).
Espaces naturels :
- Un espace protégé Natura 2000 :

Milieux forestiers et prairies humides des vallées du Mouzon et de l'Anger.
- Trois zones naturelles d'intérêt écologique, faunistique et floristique (Znieff) :

Prairies et noue des Paquis à Rebeuville,
Pays de Neufchâteau ,
Gîte à chiroptères de Neufchâteau.
- Sites bioarchéologiques :

Belleaux (grotte des).

### Hydrographie et les eaux souterraines
Hydrogéologie et climatologie : Système d’information pour la gestion des eaux souterraines du bassin Rhin-Meuse :
Territoire communal : Occupation du sol (Corinne Land Cover); Cours d'eau (BD Carthage),
Géologie : Carte géologique; Coupes géologiques et techniques,
 Hydrogéologie : Masses d'eau souterraine; BD Lisa; Cartes piézométriques.

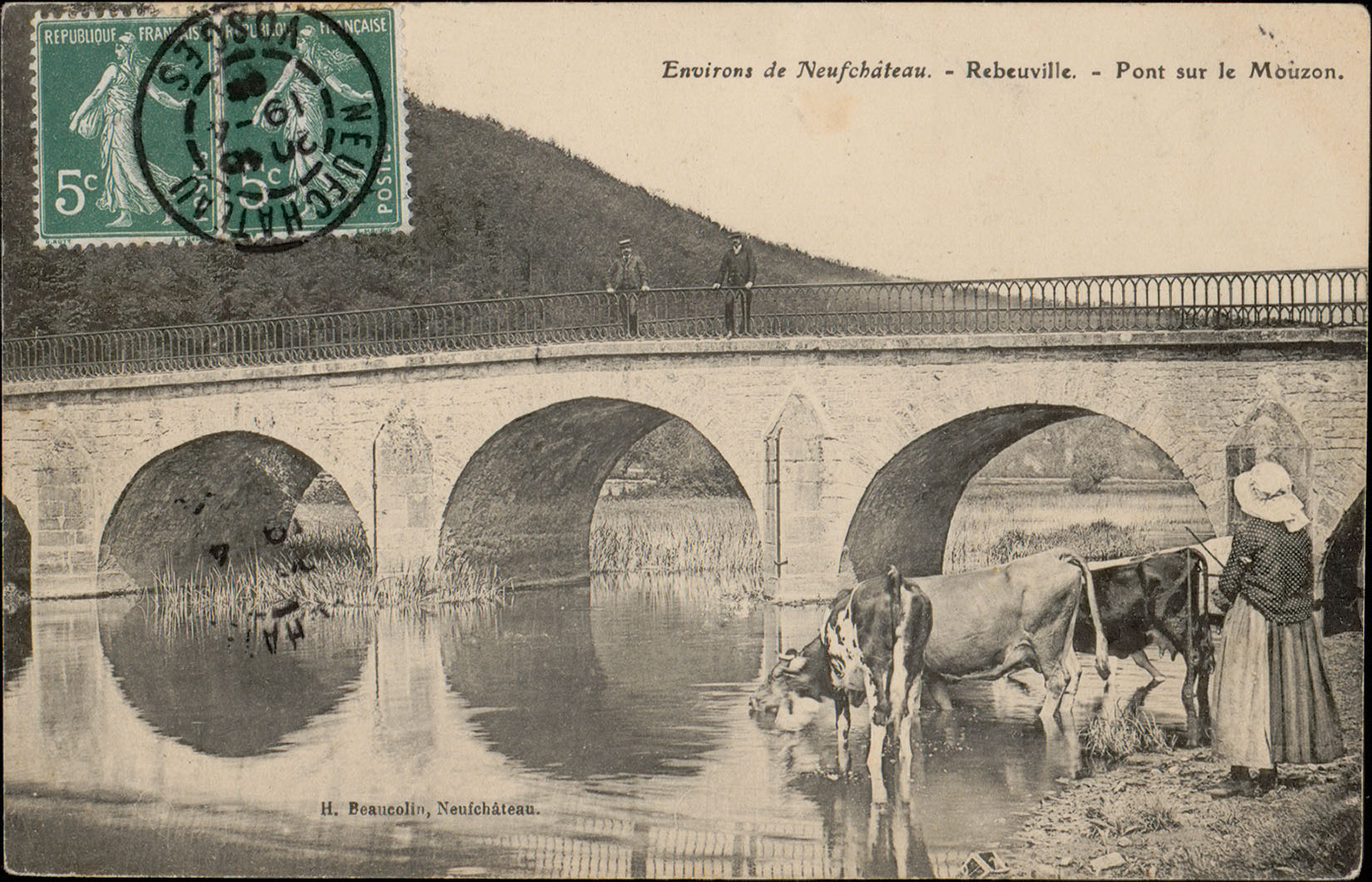
Pont sur le Mouzon.

La commune est située dans le bassin versant de la Meuse au sein du bassin Rhin-Meuse. Elle est drainée par le Mouzon,.
Le Mouzon, d’une longueur de 63,3 kilomètres,  prend sa source sur le territoire de Serocourt, s’oriente vers l'ouest puis vers le nord peu après avoir quitté les localités de Rocourt et Tollaincourt, jusqu'aux abords de son confluent avec la Meuse.

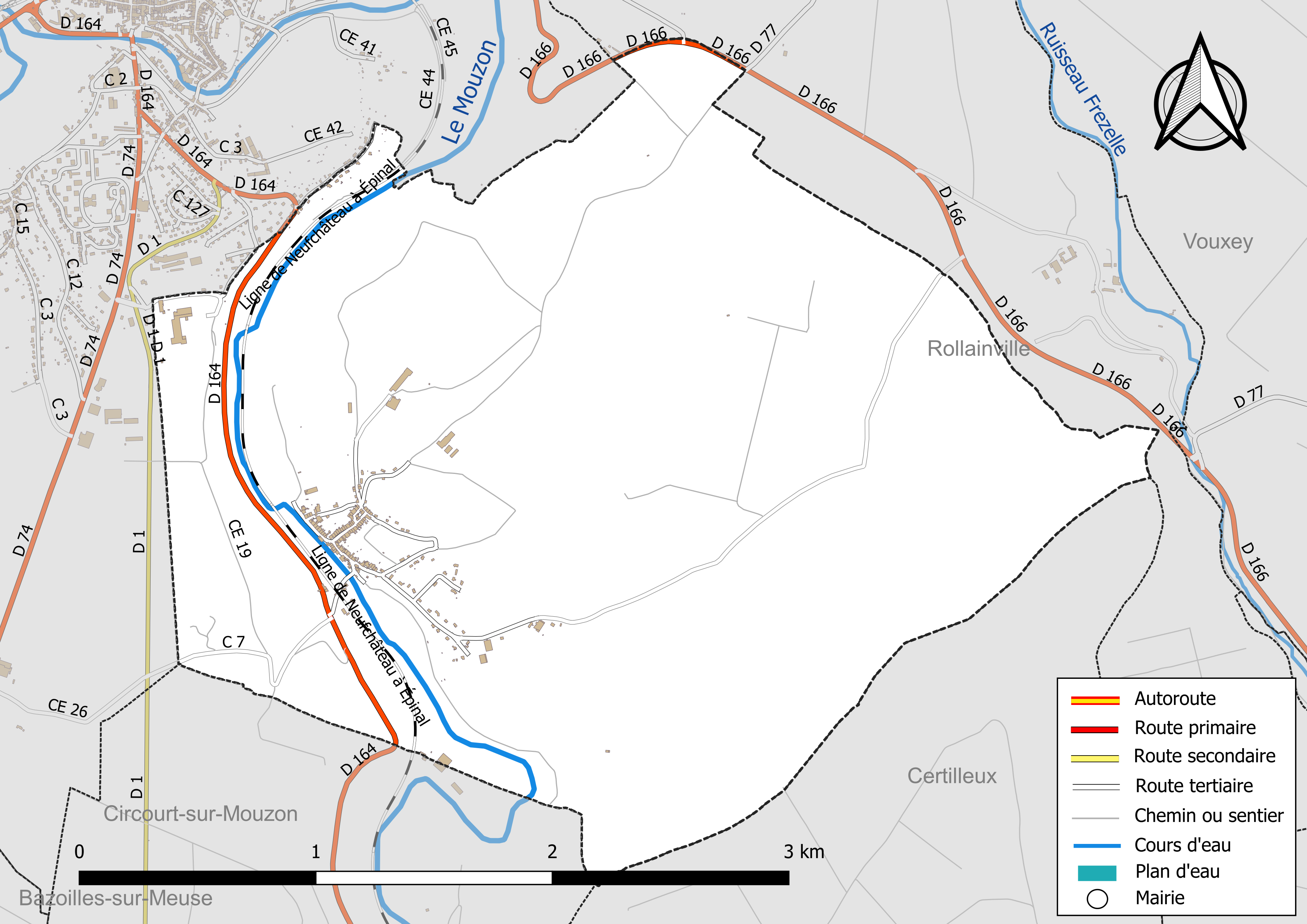
Réseaux hydrographique et routier de Rebeuville.

La qualité des eaux de baignade et des cours d’eau peut être consultée sur un site dédié géré par les agences de l’eau et l’Agence française pour la biodiversité.

### Climat
Pour des articles plus généraux, voir Climat du Grand Est et Climat des Vosges.
En 2010, le climat de la commune est de type climat de montagne, selon une étude du Centre national de la recherche scientifique s'appuyant sur une série de données couvrant la période 1971-2000. En 2020, Météo-France publie une typologie des climats de la France métropolitaine dans laquelle la commune est exposée à un climat océanique altéré et est dans la région climatique  Lorraine, plateau de Langres, Morvan, caractérisée par un hiver rude (1,5 °C), des vents modérés et des brouillards fréquents en automne et hiver. 
Pour la période 1971-2000, la température annuelle moyenne est de 9,5 °C, avec une amplitude thermique annuelle de 16,8 °C. Le cumul annuel moyen de précipitations est de 925 mm, avec 13 jours de précipitations en janvier et 9,4 jours en juillet. Pour la période 1991-2020, la température moyenne annuelle observée sur la station météorologique de Météo-France la plus proche, « Rollainville », sur la commune de Rollainville à 4 km à vol d'oiseau, est de 10,3 °C et le cumul annuel moyen de précipitations est de 860,3 mm. 
La température maximale relevée sur cette station est de 39,6 °C, atteinte le 25 juillet 2019 ; la température minimale est de −18,2 °C, atteinte le 20 décembre 2009,,. 
Les paramètres climatiques de la commune ont été estimés pour le milieu du siècle (2041-2070) selon différents scénarios d'émission de gaz à effet de serre à partir des nouvelles projections climatiques de référence DRIAS-2020. Ils sont consultables sur un site dédié publié par Météo-France en novembre 2022.

## Urbanisme

### Typologie
Au 1er janvier 2024, Rebeuville est catégorisée commune rurale à habitat dispersé, selon la nouvelle grille communale de densité à sept niveaux définie par l'Insee en 2022.
Elle est située hors unité urbaine. Par ailleurs la commune fait partie de l'aire d'attraction de Neufchâteau, dont elle est une commune de la couronne,. Cette aire, qui regroupe 72 communes, est catégorisée dans les aires de moins de 50 000 habitants,.

### Occupation des sols
L'occupation des sols de la commune, telle qu'elle ressort de la base de données européenne d’occupation biophysique des sols Corine Land Cover (CLC), est marquée par l'importance des forêts et milieux semi-naturels (50,9 % en 2018), une proportion sensiblement équivalente à celle de 1990 (51,3 %). La répartition détaillée en 2018 est la suivante : 
forêts (44,5 %), prairies (26,9 %), terres arables (18,7 %), milieux à végétation arbustive et/ou herbacée (6,4 %), zones agricoles hétérogènes (1,6 %), zones industrielles ou commerciales et réseaux de communication (1,5 %), zones urbanisées (0,5 %). L'évolution de l’occupation des sols de la commune et de ses infrastructures peut être observée sur les différentes représentations cartographiques du territoire : la carte de Cassini (XVIIIe siècle), la carte d'état-major (1820-1866) et les cartes ou photos aériennes de l'IGN pour la période actuelle (1950 à aujourd'hui).

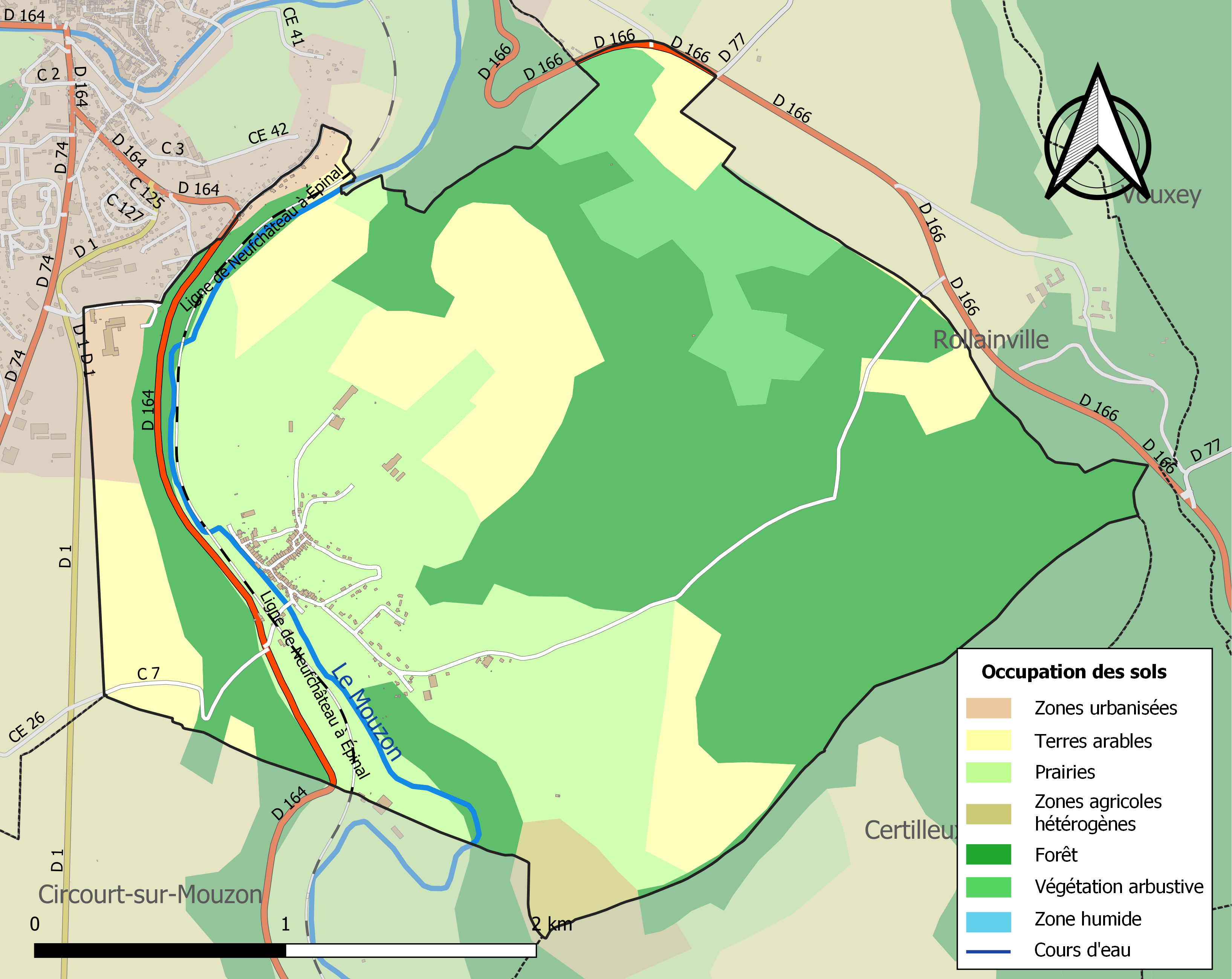
Carte des infrastructures et de l'occupation des sols de la commune en 2018 (CLC).

### Voies de communications et transports

#### Voies routières
- A31 (aussi appelée autoroute de Lorraine-Bourgogne). Échangeurs Châtenois, Bulgnéville, Robécourt.

#### Transports en commun

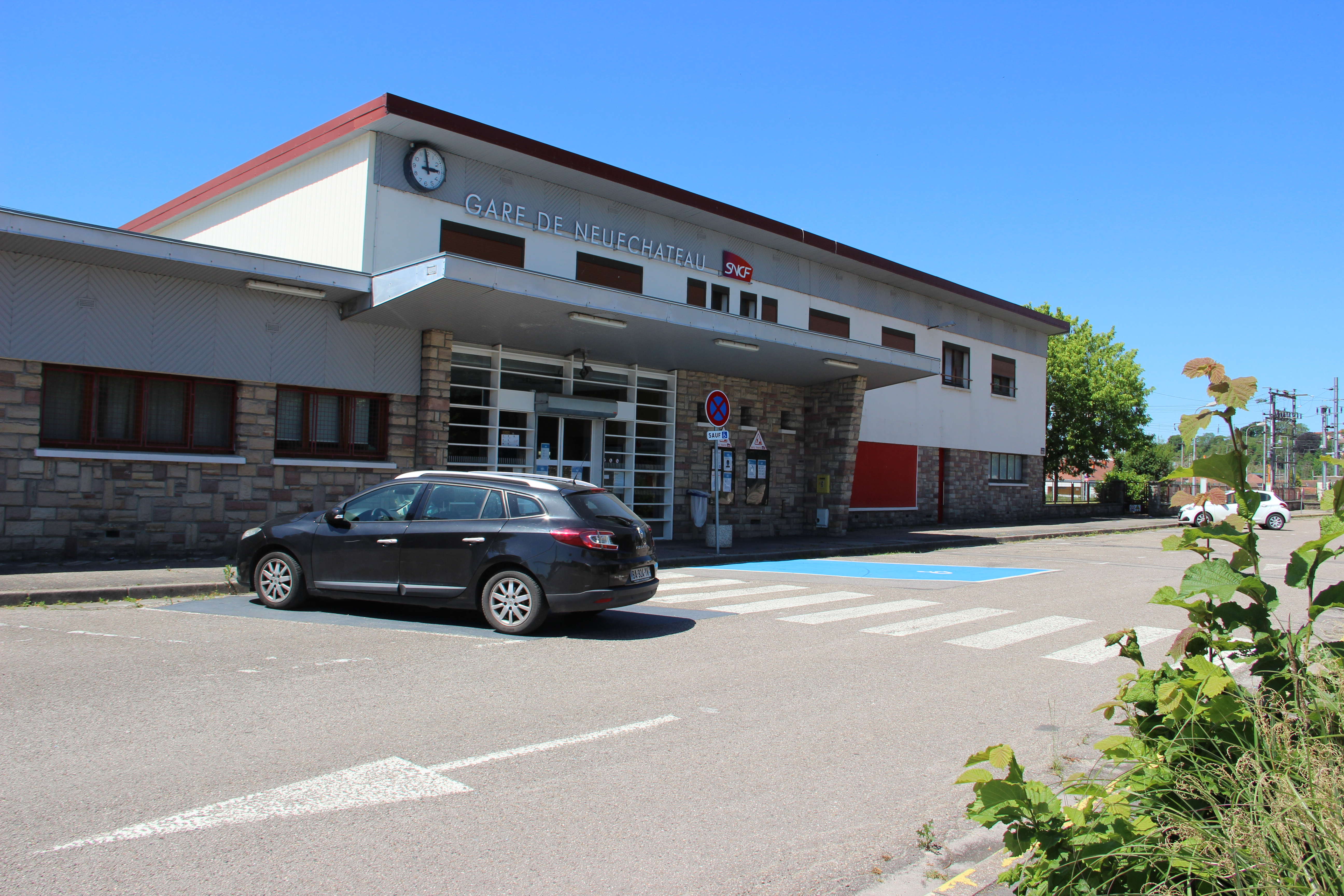
Gare de Neufchâteau.

- Fluo Grand Est.

#### Lignes SNCF
- Gare de Neufchâteau
- Gare de Contrexéville
- Gare de Vittel

#### Transports aériens
- L'Aéroport d'Épinal-Mirecourt « Vosges Aéroport ».

À partir de l'été 2021, l’aéroport d’Épinal-Mirecourt est devenu le "pélicandrome" de la Zone Est et servira ainsi de base de ravitaillement et d’intervention pour les avions bombardiers d’eau connus sous le nom de Dash 8.
- Aérodrome de Langres - Rolampont
- Aéroport de Nancy-Essey

## Toponymie
D'un nom de personne germanique + villa.
Anciennes mentions : Raborville (1147) ; Ribovilla (1172) ; Rebueville (1227) ; Rebeuville, Rebouville (1242) ; Rebuevilla, Robueville (1402) ; Rebuefville (1444) ; Rebueville (avant 1466) ; Rebeufville (1494) ; Rebufville (XVIIIe siècle) ; Rebeville (1790).

## Histoire
Avant 1790 Rebeuville appartenait au bailliage de Neufchâteau, On y distinguait la grande seigneurie et la petite seigneurie. Concernant son église, elle était du diocèse de Toul (doyenné de Châtenois).

## Économie

### Entreprises et commerces

#### Agriculture
- La commune abrite cinq exploitations agricoles[26].

Élevage de vaches laitières.
Culture et élevage associés.
Élevage d'autres bovins et de buffles.
Élevage de chevaux et d'autres équidés

#### Tourisme
- Hébergements et restauration à Neufchâteau, Châtenois, Domrémy-la-Pucelle, Saint-Paul[27].

#### Commerces et services
- Commerces et services de proximité[28].
- Usine de recyclage de bouteilles plastiques[29],
- Entreprise de plomberie[30],
- Entreprise de menuiserie[31],
- Distributeur de matériel industriel[32],
- Fluid'Concept, bureau d'étude spécialisé dans la construction / rénovation de bâtiments à très faible consommation d'énergie[33].

## Politique et administration

### Budget et fiscalité 2023
En 2023, le budget de la commune était constitué ainsi :
- total des produits de fonctionnement : 404 000 €, soit 1 402 € par habitant ;
- total des charges de fonctionnement : 244 000 €, soit 847 € par habitant ;
- total des ressources d'investissement : 48 000 €, soit 168 € par habitant ;
- total des emplois d'investissement : 61 000 €, soit 213 € par habitant ;
- endettement : 268 000 €, soit 929 € par habitant.

Avec les taux de fiscalité suivants :
- taxe d'habitation : 22,97 % ;
- taxe foncière sur les propriétés bâties : 37,77 % ;
- taxe foncière sur les propriétés non bâties : 26,81 % ;
- taxe additionnelle à la taxe foncière sur les propriétés non bâties : 0,00 % ;
- cotisation foncière des entreprises : 0,00 %.

Chiffres clés Revenus et pauvreté des ménages en 2021 : médiane en 2021 du revenu disponible, par unité de consommation : 25 880 €.

### Liste des maires
| Période                                  | Période  | Identité            | Étiquette      | Qualité                   |
| ---------------------------------------- | -------- | ------------------- | -------------- | ------------------------- |
| Les données manquantes sont à compléter. |          |                     |                |                           |
| avant mars 2001                          | mai 2013 | Michel Adam (†2013) | Sans étiquette | Décédé en cours de mandat |
| avril 2014                               | En cours | Michel Lallemand    | Sans étiquette | Exploitant agricole       |

## Démographie
L'évolution du nombre d'habitants est connue à travers les recensements de la population effectués dans la commune depuis 1793. Pour les communes de moins de 10 000 habitants, une enquête de recensement portant sur toute la population est réalisée tous les cinq ans, les populations de référence des années intermédiaires étant quant à elles estimées par interpolation ou extrapolation. Pour la commune, le premier recensement exhaustif entrant dans le cadre du nouveau dispositif a été réalisé en 2004.

En 2022, la commune comptait 295 habitants, en évolution de +3,51 % par rapport à 2016 (Vosges : −2,96 %, France hors Mayotte : +2,11 %).
| 1793 | 1800 | 1806 | 1821 | 1831 | 1836 | 1841 | 1846 | 1856 |
| ---- | ---- | ---- | ---- | ---- | ---- | ---- | ---- | ---- |
| 431  | 424  | 450  | 401  | 478  | 462  | 473  | 460  | 420  |

| 1861 | 1866 | 1876 | 1881 | 1886 | 1891 | 1896 | 1901 | 1906 |
| ---- | ---- | ---- | ---- | ---- | ---- | ---- | ---- | ---- |
| 442  | 444  | 411  | 403  | 398  | 406  | 365  | 360  | 342  |

| 1911 | 1921 | 1926 | 1931 | 1936 | 1946 | 1954 | 1962 | 1968 |
| ---- | ---- | ---- | ---- | ---- | ---- | ---- | ---- | ---- |
| 301  | 243  | 242  | 251  | 229  | 220  | 222  | 227  | 262  |

| 1975 | 1982 | 1990 | 1999 | 2004 | 2006 | 2009 | 2014 | 2019 |
| ---- | ---- | ---- | ---- | ---- | ---- | ---- | ---- | ---- |
| 211  | 262  | 273  | 264  | 273  | 273  | 247  | 276  | 278  |

| 2022 | - | - | - | - | - | - | - | - |
| ---- | - | - | - | - | - | - | - | - |
| 295  | - | - | - | - | - | - | - | - |

## Culture locale et patrimoine

### Lieux et monuments
- Église Saint-Martin[40] et presbytère[41].

* 3 verrières figurées : Présentation au Temple, Résurrection, Annonciation, Assomption, Baptême du Christ (baies 0, 1, 7).
* 4 verrières figurées : Notre-Dame de Lourdes, Charité de saint Martin, Christ couronnant un soldat mourant, Apparition de la Vierge à sainte Thérèse de Lisieux (baies 3 à 6).
- Croix de village dont quatre sont classées au titre des monuments historiques par arrêté du 14 juin 1909 :
  - croix de chemin en pierre datée de 1522, rue du Faubourg[62] ;
  - Croix en pierre du XVe siècle située près de la maison d'école[63],[64] ;
  - Croix en pierre du 15e siècle située à l'extrémité du village, rue Cougnot[65] ;
  - Croix de village en pierre du XVIe siècle au contour de la côte sur le sentier de la grotte[66].
- Lavoirs[67],[68].
- Grottes de l'Enfer et de Jeannuë[69],[70] : vestiges préhistoriques.
- Trou de la chouette[71].
- Patrimoine rural recensé par le sevice régional de l'Inventaire général du patrimoine culturel[72].

Maisons et fermes.
- Monument aux morts[74],[75],[76].

### Personnalités liées à la commune
- Médaillés de Sainte-Hélène[77].

## Pour approfondir